# Национален стадион „Мане Гаринча“
Национален стадиин „Мане Гаринча“ (на португалски: Estádio Nacional Mané Garrincha или Ещадио Насионал Мане Гаринча) е стадион в гр. Бразилия, столицата на Бразилия.
Използва се най-вече за футболни мачове. Наименуван е на легендата на бразилския футбол Гаринча, който печели 2 световни първенства с Бразилия – през 1958 и 1962 г.
Той е сред стадионите домакини на турнира за Купата на конфедерациите 2013, Световното първенство по футбол 2014 и Летните олимпийски игри 2016, които се провеждат в държавата.

## Купа на конфедерациите 2013
Стадионът домакинства мача на откриването на турнира.
| дата        | час (UTC-3) | отбор 1  | резултат | отбор 2 | фаза    | посещаемост |
| ----------- | ----------- | -------- | -------- | ------- | ------- | ----------- |
| 15 юни 2013 | 16:00       | Бразилия | 3 – 0    | Япония  | Група A | 67 423      |